# Валзанцибио (Падова)
Валзанцибио је насеље у Италији у округу Падова, региону Венето.
Према процени из 2011. у насељу је живело 759 становника. Насеље се налази на надморској висини од 34 м.